# Encarsia formosa
Encarsia formosa és una espècie d'himenòpter apòcrit de la família dels afelínids (Aphelinidae). És el parasitoide més utilitzat per al control de la mosca blanca dels hivernacles (Trialeurodes vaporariorum).

## Distribució
L'origen d'aquesta espècie és incert, encara que es pressuposa que té el mateix origen que la mosca blanca (Mèxic o el Brasil). Té una distribució cosmopolita, trobant-se arreu del món.

## Descripció
Les femelles adultes mesuren 0,6 mm de llargària de color groc mel excepte el cap i el tòrax que són de color cafè fosc o negre. Les seues antenes estan constituïdes per 7-8 segments. Amb dos parells de setes, rarament un, al final de l'abdomen i un parell més a l'escutel. Ales opalescents. Esperons tibials. Els mascles tenen els segments 7 i 8 separats, són completament foscos i lleugerament més grans que les femelles.

## Biologia
Els adults d'aquesta espècie poden viure fins a 12 dies, depenent de la temperatura, la humitat, l'aliment disponible, i altres condicions ambientals i biològiques. A més d'alimentar-se de la mel de melada segregada per la mosca blanca, es pot alimentar dels fluids de les larves de mosca blanca. Les femelles es desplacen a l'atzar sobre les fulles i són atretes cap al seu hoste per un compost volàtil emanat de la mel de melada que segreguen. Un dels factors importants que modula la taxa de parasitisme és la planta on es troben els hostes, perquè com més tricomes tinga aquesta més dificultat tindrà per arribar a l'hoste.
Les poblacions d'E. formosa estan formades principalment per femelles, els mascles només representen un 2% de la població. D'ací es deriva que l'aparellament no siga essencial per a la reproducció de l'espècie, ja que la femella no fecundada produeix altres femelles fèrtils mitjançant partenogènesi (telitoquia).
El nombre d'hoste inclou diverses espècies d'homòpters de la família Aleyrodidae: Aleuroglandulus malangae, Aleurotrachelus trachoides, Aleyrodes spiraeoides, Bemisia tabaci, B. argentifolii, Dialeurodes chittendeni, D. citri, Trialeurodes vaporariorum, T. abutiloneus i bàsicament a tot el gènere Trialeurodes.

### Cicle biològic

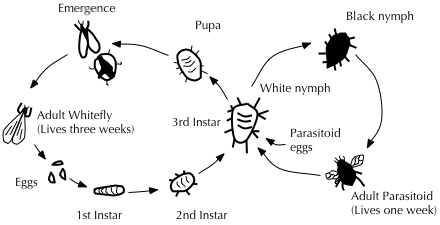
Diagrama del cicle biològic.

El cicle biològic es desenvolupar al llarg de 6 fases que consten de: ou, tres estadis larvals, pupa i adult. Tots aquests, menys l'últim, es desenvolupen dins de l'hoste. La femella cerca una larva de mosca blanca, en un radi de 10-30 metres, una vegada la troba tamborina amb les antenes per saber si l'hoste és adequat. Després introdueix l'ou dins de la larva de mosca blanca. Pot parasitar qualsevol estadi de l'hoste, encara que hi prefereix el tercer o la pupa, una vegada ha introduït l'ou sol alimentant-se dels fluids que ixen de la ferida feta per l'ovipositor. Una vegada a fet eclosió l'ou, la larva del paràsit roman dins de l'hoste fins a completar el seu desenvolupament a força d'alimentar-se d'aquest. En assolir la meitat del seu desenvolupament, mor l'hoste i agafa una coloració fosca, transformant-se en pupa. Poc temps després emergirà l'adult fent un forat redó a la mòmia. Les femelles ponen entre 5 i 8 ous per dia (60-100 ous cada 10-14 dies).
El cicle de vida d'aquest afelínid es veu afectat per la temperatura, així segons aquesta, la seua durada variarà. Així per exemple, en el cas de tindre temperatures de 30° C el desenvolupament es realitzarà en 5 dies, mentre que sense les temperatures ronden els 18° C el cicle tarda a completar-se 32 dies. La temperatura més adequada per a aquest himenòpter és 21° C, ja que sota aquesta temperatura pot arribar a viure més de 20 dies. La humitat relativa òptima és del 50-70%. A diferència d'altres espècies, requereix una lluminositat òptima per a poder desenvolupar-se adequadament, ja que si aquesta és molt alta els dies de vida són menors i si la lluminositat és baixa disminueix la fecunditat de les femelles.
|               | Larva | Adult | Cicle complet   |
| ------------- | ----- | ----- | --------------- |
| Durada (dies) | 10-14 | 12    | 21-25 (a 21º C) |

## Mesures agronòmiques

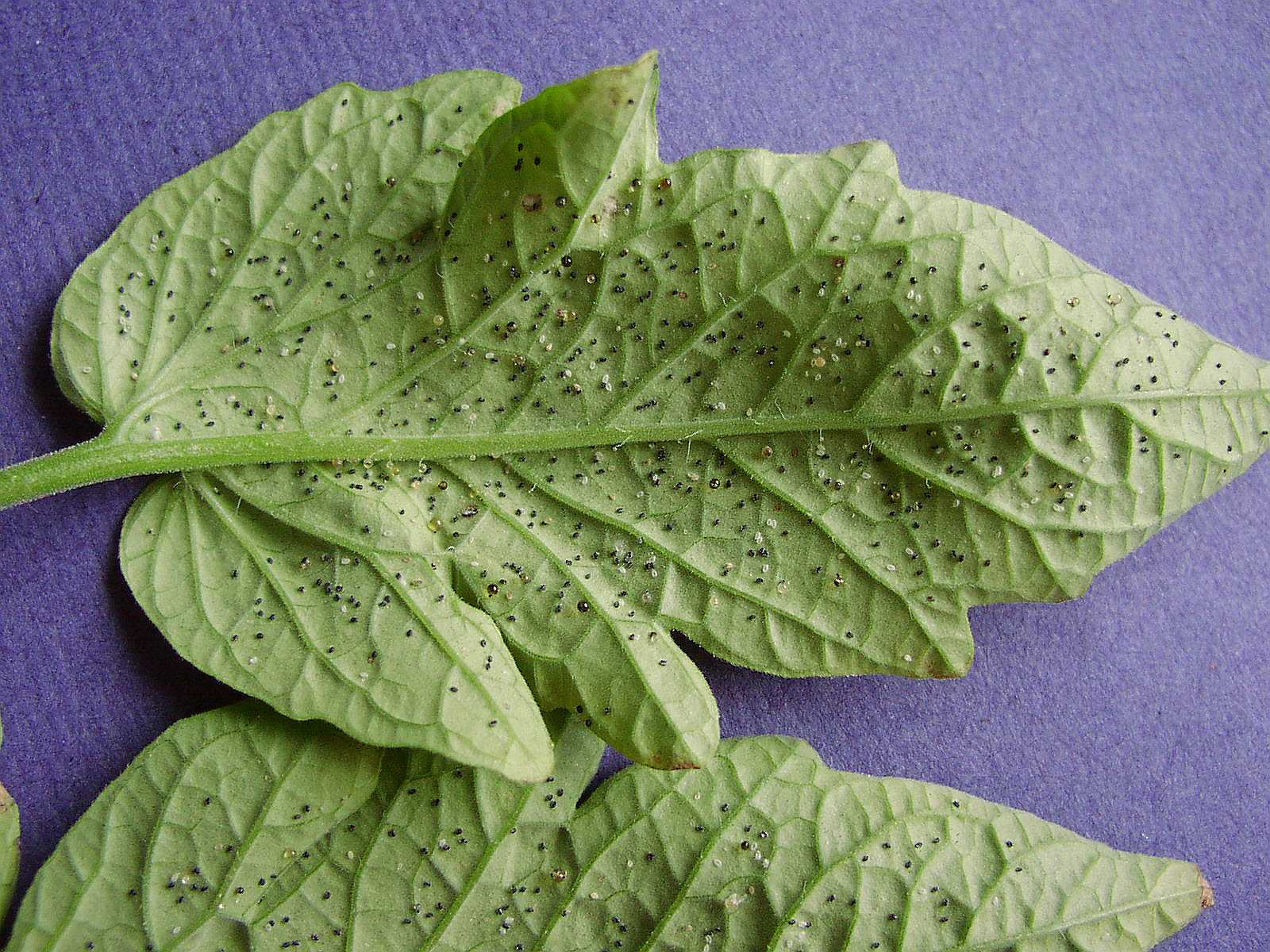
Fulla de tomatera infestada de mosca blanca i parasitada per E. formosa.

El control biològic és més efectiu quan la mosca blanca està en les seues primeres estadis, és a dir, quan s'observen els primers adults. Les dosis de solta recomanada és de 10.000 individus/ha (1,5 individus/m²) en tractaments preventius o casos lleus, i de fins a 60.000 individus/ha (2-4 individus/m²) en els casos més greus per fer una dosi curativa. Sempre que siga possible, és millor realitzar la solta de manera escalonada setmanalment, fins que s'observe un percentatge de parasitisme del 80-90%.
Encarsia formosa, a diferència d'altres espècies, és més exigent quant a condicions ambientals es refereix, per la qual cosa per garantir una eficàcia adequada, es recomana el seu ús en hivernacle exclusivament. Requereix d'una lluminositat, temperatura mitjana i humitat relativa òptimes per al seu cicle biològic.
Aquesta mosca pot ser criada de manera artificial en insectaris i es comercialitza per a realitzar soltes artificials en els cultius.
En els últims anys s'estan estudiant els sistemes de plantes insectari (control biològic per conservació) que són una opció més efectiva i econòmica que el control biològic per inundació. Així, es poden definir de manera senzilla com una planta, que no forma part del cultiu principal, infestada deliberadament amb un fitòfag, que no puga ser plaga per al cultiu principal. Aquest fitòfag serveix d'hoste alternatiu per a un parasitoide o depredador d'una espècie que pot arribar a ser plaga del cultiu principal. Com a forma de control biològic de conservació, els sistemes de plantes insectari proporcionen aliments o hostes alternatius per als enemics naturals perquè puguen sobreviure i reproduir-se durant llargs períodes, fins i tot quan no hi haja "espècie plaga".
Per exemple, la mosca blanca de la col (Aleyrodes proletella) és un hoste alternatiu per a Encarsia formosa en cultius d'hivernacle de tomata, cogombre, albergina i pebrera.
Així, segons alguns estudis tenim el següent quadre sobre sistemes de plantes insectari per a mosques blanques en hivernacle, en aquest cas només en què intervé E. formosa:
| Planta insectari                         | Fitòfag                                | Insecte objectiu                                                                          | Conreu                      |
| ---------------------------------------- | -------------------------------------- | ----------------------------------------------------------------------------------------- | --------------------------- |
| Tomata (Solanum lycopersicum)            | Mosca blanca                           | Mosca blanca                                                                              | Tomata, cogombre            |
| Cogombre (Cucumis sativus)               | Mosca blanca                           | Mosca blanca                                                                              | Tomata, cogombre            |
| Albergina (Solanum melongena)            | Mosca blanca                           | Mosca blanca                                                                              | Rosa                        |
| Herba de les mamelles (Lapsana communis) | Mosca blanca de la col                 | Mosca blanca                                                                              | Cogombre                    |
| Col verda (Brassica oleracea)            | Mosca blanca de la col                 | Mosca blanca                                                                              | Tomata, cogombre, pebrera   |
| Tabac (Nicotiana tabacum)                | Mosca blanca                           | Mosca blanca                                                                              | Tomata, cogombre, albergina |
| Ordi (Hordeum vulgare)                   | Pugó dels cereals (Rhopalosiphum padi) | Mosca blanca, pugó del cotoner (Aphis gossypii), aranya roja comuna (Tetranychus urticae) | Meló                        |